# Maratha (Cipro)
Maratha (in greco Μαράθα?; in turco Muratağa) è un piccolo villaggio di Cipro, situato circa 7 km a sud di Lefkoniko. Il villaggio si trova de facto nel distretto di Gazimağusa della Repubblica Turca di Cipro del Nord, mentre de iure appartiene al distretto di Famagosta della Repubblica di Cipro.
Nel 2011 Maratha aveva 51 abitanti.

## Geografia fisica
Maratha è situata nella bassa pianura della Messaria, tre chilometri a ovest del villaggio di Santalaris.

## Origini del nome
L'origine del nome del villaggio non è chiara, ma probabilmente esso deriva dal greco maratho, cioè "finocchio selvatico". I turco-ciprioti sostengono invece che derivi da "Murat Ağa", (o "Murat Agha") cioè un grande proprietario terriero. È possibile che il toponimo Maratha sia esistito molto prima della conquista ottomana di Cipro. Nel 1958, i turco-ciprioti ribattezzarono il villaggio Muratağa.

## Storia
Il villaggio è menzionato già all'inizio del XIII secolo in documenti papali.
Nel 1974 fu trovata qui una fossa comune contenente i corpi di più di 80 uomini, donne e bambini turco-ciprioti assassinati. Questi appartenevano alle persone che furono massacrate dai guerriglieri greco-ciprioti dell'EOKA-B nel massacro di Maratha, Santalaris e Aloda durante la seconda fase dell'invasione turca di Cipro.
Nel 1981, Maratha, Sandalaris e Aloda furono uniti sotto un'unica amministrazione chiamata Şehitler, o "martiri".

## Società

### Evoluzione demografica

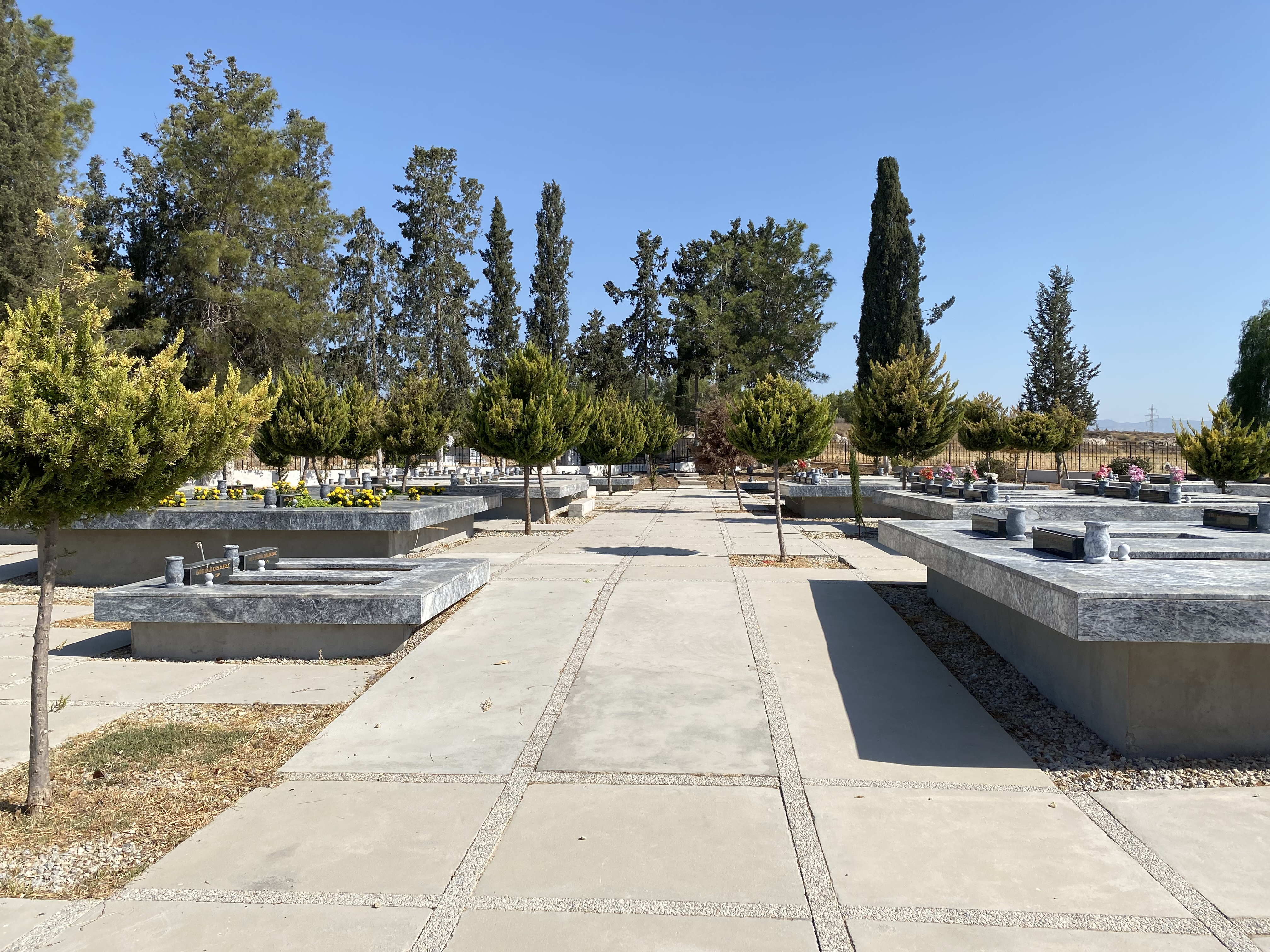
Cimitero a Maratha dove sono sepolte le vittime del massacro.

Maratha è sempre stata esclusivamente un villaggio turco-cipriota. Durante i primi decenni del periodo britannico, la popolazione del villaggio passò da 39 abitanti nel 1891 a 56 nel 1921. Nel 1931 la popolazione scese a 43 abitanti, per aumentare nuovamente negli anni '50 con l'arrivo dei turco-ciprioti sfollati dal vicino villaggio di Peristerona Pigi.
Il censimento del 1960 censì 113 abitanti, con un aumento da 39 rispetto al 1946.
Nessuno abitante originario di Maratha fu sfollato durante i disordini del 1960 o la guerra del 1974. Tuttavia, nel luglio 1974, tutti i maschi in età da combattimento del villaggio furono prima internati nei campi di prigionia di Famagosta, e poi trasferiti a Limassol e internati per diversi mesi. Mentre loro erano assenti, il 14 agosto, tutte le donne, i bambini e gli anziani del villaggio furono uccisi da estremisti greco-ciprioti.
Attualmente il villaggio è abitato principalmente dai sopravvissuti del massacro.